# Saropogon longicornis
Saropogon longicornis är en tvåvingeart som först beskrevs av Macquart 1838.  Saropogon longicornis ingår i släktet Saropogon och familjen rovflugor. Inga underarter finns listade i Catalogue of Life.